# إسبن ليند
إسبن ليند (بالنرويجية: Espen Lind) (و. 1971  م) هو مغني، وكاتب أغاني نرويجي، ولد في ترومسو، يستخدم آلات قيثارة.

## جوائز
حصل على جوائز منها:
- Spellemann of the Year Award [الإنجليزية]‏ (2008)
- Spellemannprisen for artist of the year ‏ (1997)
- Spellemann Award for singer of the year ‏ (1997)
- Spellemannprisen for hit of the year ‏ (1997).

## وصلات خارجية
- إسبن ليند على موقع IMDb (الإنجليزية)
- إسبن ليند على موقع ميوزك برينز (الإنجليزية)
- إسبن ليند على موقع ميوزك برينز (الإنجليزية)
- إسبن ليند على موقع أول ميوزيك (الإنجليزية)
- إسبن ليند على موقع ديسكوغز (الإنجليزية)
- إسبن ليند على موقع ديسكوغز (الإنجليزية)
- إسبن ليند في قاعدة بيانات الأفلام على الإنترنت